# Ponte Ferroviária de Dueça 1
A Ponte Ferroviária de Dueça 1 é uma ponte metálica encerrada, que transportava o Ramal da Lousã sobre o Rio Corvo, no concelho do Coimbra, em Portugal.

## História
Esta estrutura encontra-se no troço entre Coimbra e Lousã, que abriu à exploração em 16 de Dezembro de 1906, pela Companhia Real dos Caminhos de Ferro Portugueses.
O Ramal foi encerrado no dia 4 de Janeiro de 2010, para adaptação ao sistema do Metro Mondego.